# Бизо, Мишель
Мише́ль Бизо́ (фр. Michel Bizot; 3 октября 1795 — 15 апреля 1855) — французский военный инженер, в 1854-1855 годах был начальником инженерных частей в Крыму (погиб при осаде Севастополя).

## Биография
Мишель Бизо родился 3 октября 1795 в городе Битш, его отцом был Жан Батист Брайс Бизо, лагерный маршал и кавалер Ордена Почётного легиона.
10 февраля 1821 — капитан саперов в испанской армии. 19 февраля 1823 — участвовал в блокаде и осаде Памплоны. 4 января 1824 — участвовал в блокаде и осаде Монпелье.
23 сентября 1839 года — командующий батальоном, (высадился в Тулоне 8 октября 1841 года и стал командиром главного батальона в Бельфоре).

19 декабря 1849 года — полковник, назначен директором департамента Франции в Алжире в городе Константина (Департамент Константина). 10 мая 1852 — бригадный генерал. 29 октября 1852 — комендант Политехнической школы в Париже.

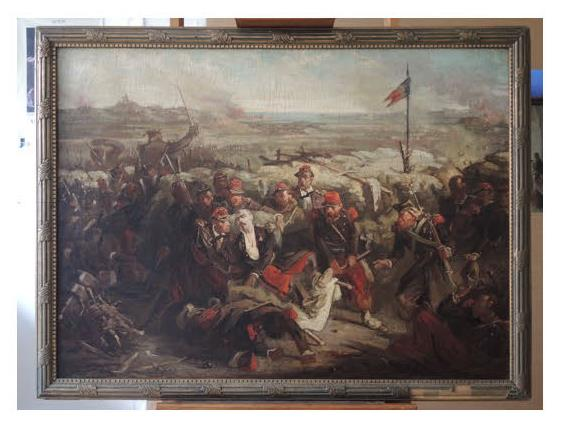
Арман-Дюмареск, Шарль Эдуард, «Смерть генерала Бизо»

Во время Крымской войны 1853—1856 годов был начальником инженерных частей французской армии. Перед Альминским сражением 7(19) сентября командующий А. Сент-Арно послал генералов Ф. Канробера, Ф. Тири и М. Бизо на фрегате «Примогэ» на окончательную разведку к устьям Альмы и Качи.
Руководил осадными работами под Севастополем. 12 апреля 1855 года получил звание дивизионный генерал.
15 апреля 1855 года был смертельно ранен, когда вместе с генералом Адольфом Ньелем проводил разведку работ в контрапрошах в ходе осады Севастополя. Похоронен на Французском военном кладбище в Севастополе.

## Память
- Станция Мишель Бизо Парижского метро
- Улица Генерала Бизо (Париж)[вд] в Париже